# Micrognathus erugatus
Micrognathus erugatus és una espècie de peix de la família dels singnàtids i de l'ordre dels singnatiformes.
És ovovivípar i el mascle transporta els ous en una bossa ventral, la qual es troba a sota de la cua. És un peix marí de clima subtropical que viu entre 0-1 m de fondària al Brasil.